# Företagsekonomiska institutet
Företagsekonomiska institutet (FEI) är ett utbildningsföretag med huvudkontor på Kammakargatan 10 i centrala Stockholm. Nuvarande VD är Stefan Carlberg.
FEI erbjuder kurser, utbildningsprogram och Yrkeshögskoleutbildningar inom bland annat företagsekonomi, peronal & HR, juridik, försäkringsförmedling och fastighetsmäklare. FEI:s kunder är privatpersoner, företag, förvaltning och frivilligsektorn. 
FEI bedriver verksamhet i Stockholm, huvudsakligen med den egna fastigheten på Kammakargatan 10 som bas. Valda delar av kursutbudet går att läsa i Göteborg och Malmö. En stor del av kursutbudet går även att ta del av online via hybridformatet FEIFLEX. 

## Historia
FEI bildades 1888 som del av Sveriges kontoristförening. Inom föreningens verksamhet anordnades redan från början vidareutbildningar för medlemmarna. Oskar Sillén, professor i handel och bankväsen 1915-1933 och utsedd 1933 till Sveriges första professor i företagsekonomi, båda vid Handelshögskolan i Stockholm, var styrelseordförande för Sveriges kontoristförening 1917-1920. Sveriges kontoristförening heter idag Föreningen Företagsekonomiska Institutet. Den är en ideell förening som är öppen för FEI:s kursdeltagare. 
FEI har instiftat ett pris till Oskar Silléns minne, kallat Oskar Sillén-priset. 